# 榮光歸烏克蘭

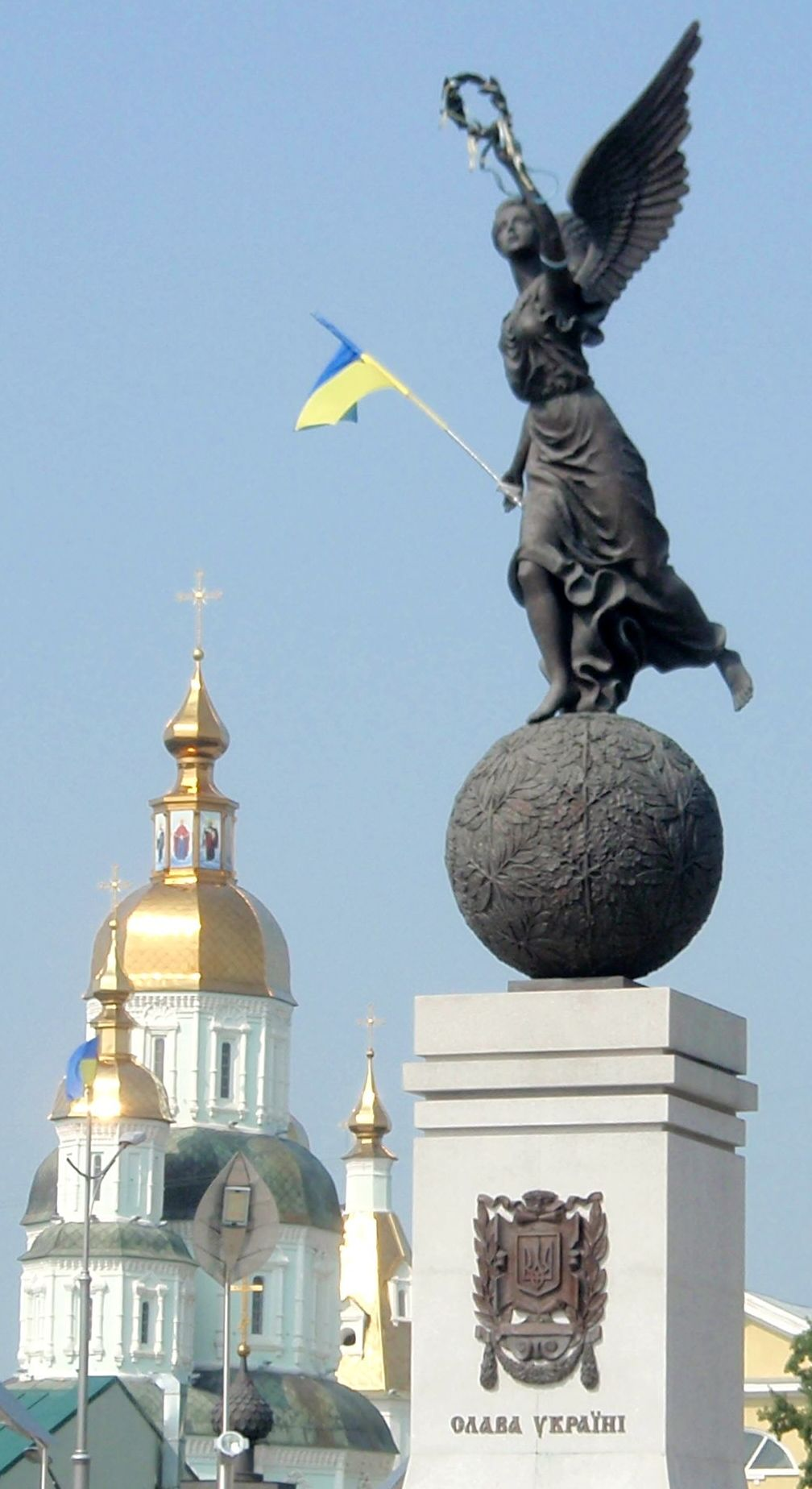
哈爾科夫廣場的獨立紀念雕像，上書有「榮光歸烏克蘭」的口號

榮光歸烏克蘭！（羅馬化：Slava Ukraini!，發音：[ˈslɑwɐ ʊkrɐˈjin⁽ʲ⁾i] ⓘ，或译为“光荣属于乌克兰”、“榮耀歸於烏克蘭以及“荣耀属于乌克兰”等）是烏克蘭的國家口號，於20世紀初出現。此口號有時會與「榮光歸英雄」（Героям слава，羅馬化：Heroiam Slava）連用。

## 歷史

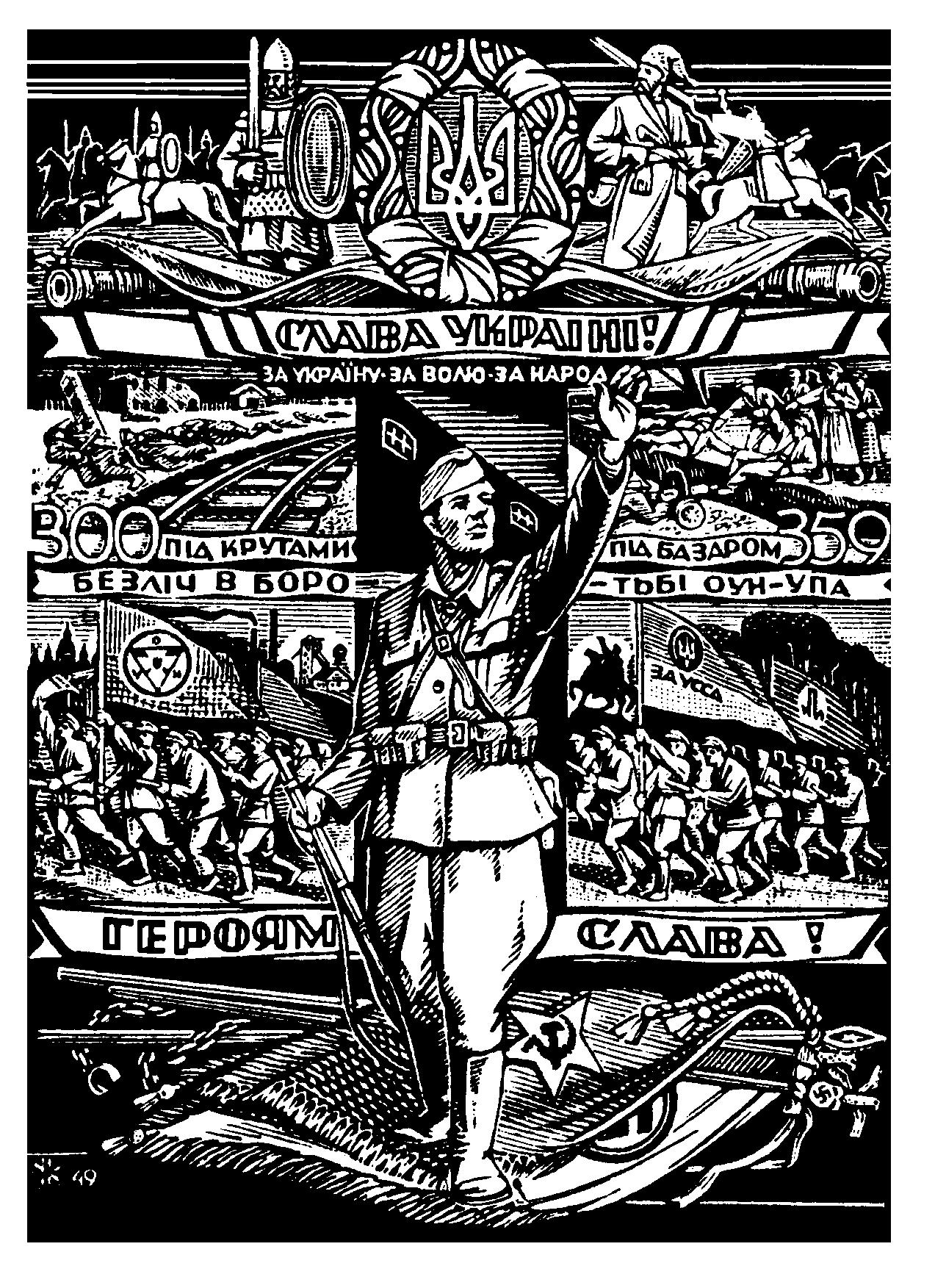
乌克兰反抗军宣传画。上面写着「榮光歸烏克蘭」口号。图中的反抗军士兵脚下踩着纳粹德国和苏维埃俄国的旗帜。

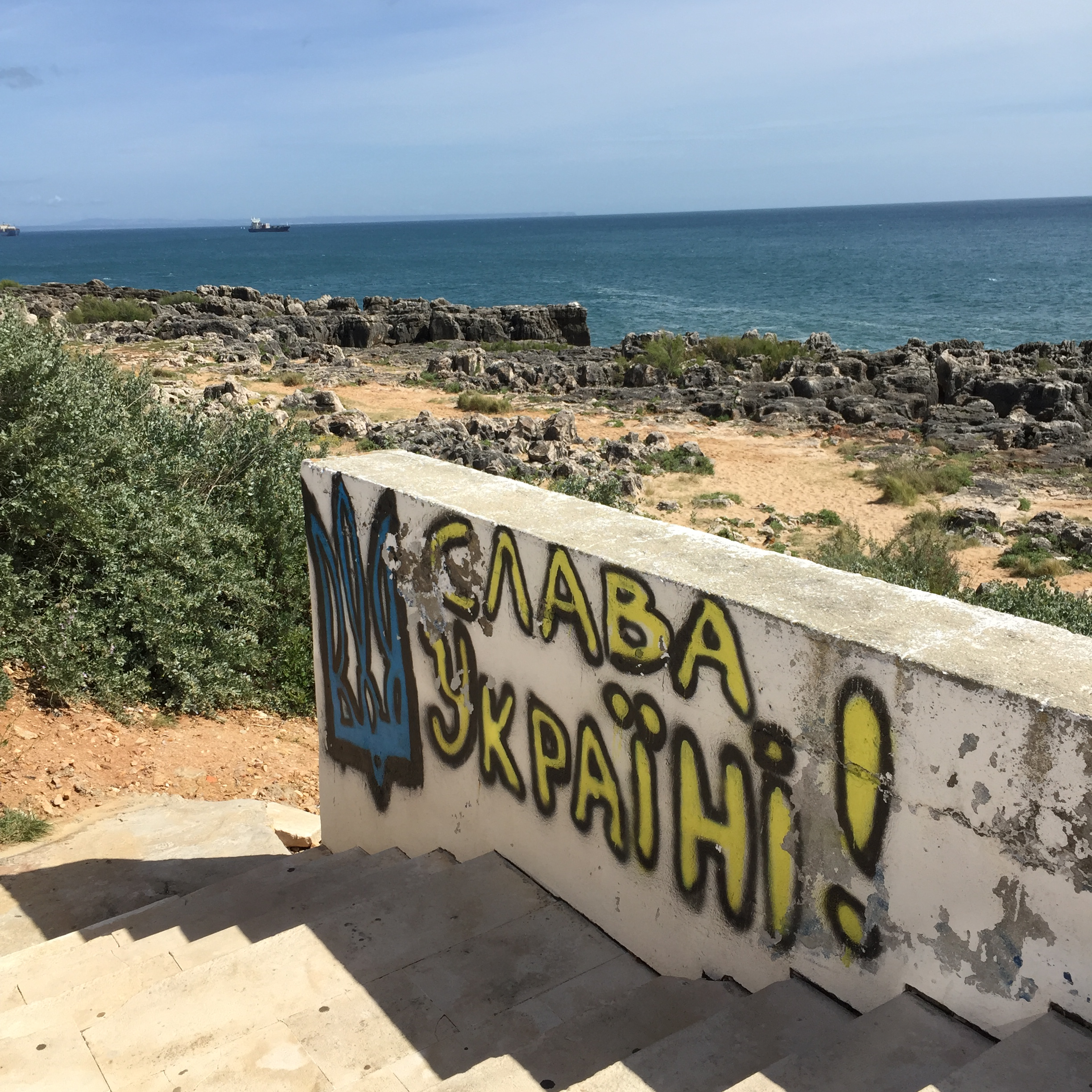
葡萄牙里斯本的「榮光歸烏克蘭！」塗鴉

「榮光歸烏克蘭」的口號最早可追溯至19世紀烏克蘭詩人塔拉斯·谢甫琴科的詩作致奥斯诺维亚年科中：
|  | 我们的歌，我们的诗， 不会死亡，不会毁灭…… 人们哪，这就是我们的光荣， 这就是乌克兰的光荣！ |

19世紀末至20世紀初哈爾科夫的學生群體也曾使用此口號，並與「榮光歸全世界」（По всій землі слава）連用。

### 20世紀

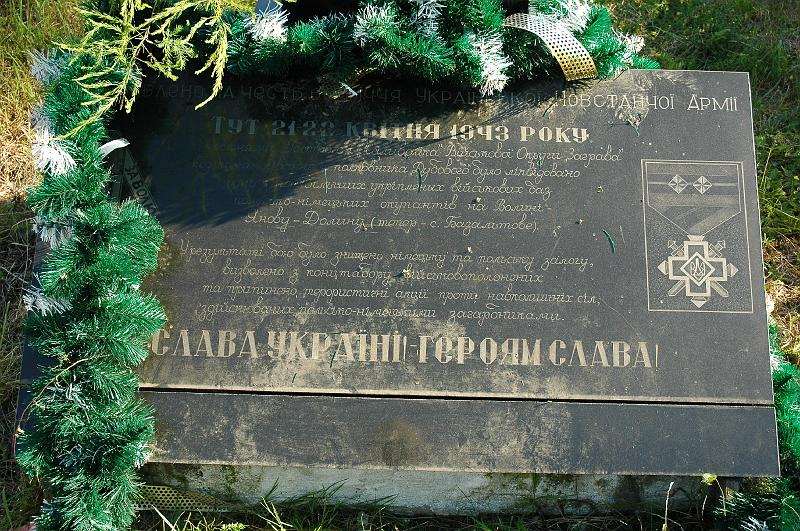
烏克蘭科斯托皮爾區紀念UPA的匾額，其上書有「榮光歸烏克蘭！榮光歸英雄！」的口號

1917年至1921年的烏克蘭獨立戰爭中，「榮光歸烏克蘭」被廣為使用；1920年代的烏克蘭民族主義者也使用此口號。1930年代的烏克蘭民族主義者組織（OUN）與烏克蘭反抗軍（UPA）開始在「榮光歸烏克蘭」後加上「榮光歸英雄」，以紀念在蘇維埃-烏克蘭戰爭中犧牲的士兵以及1938年被殺的OUN領導人叶文·科诺瓦列特。1941年4月，由斯捷潘·班傑拉領導、曾与納粹德國合作寻求国家独立（后又同时进行反纳粹和反苏斗争）的OUN激進派（OUN-B）正式將「榮光歸烏克蘭！榮光歸英雄！」作為組織的口號，第二次世界大戰期間的其他烏克蘭民族主義者也將此口號與羅馬式敬禮合用。
1980年代晚期至1990年代早期烏克蘭的集會抗議中，「榮光歸烏克蘭」的口號再次被大量使用。1991年烏克蘭宣布獨立後此口號成為常見的愛國口號，1995年美國總統比爾·柯林頓在烏克蘭首都基輔演講時便使用了這個口號，與「天佑美國」連用。

### 21世紀

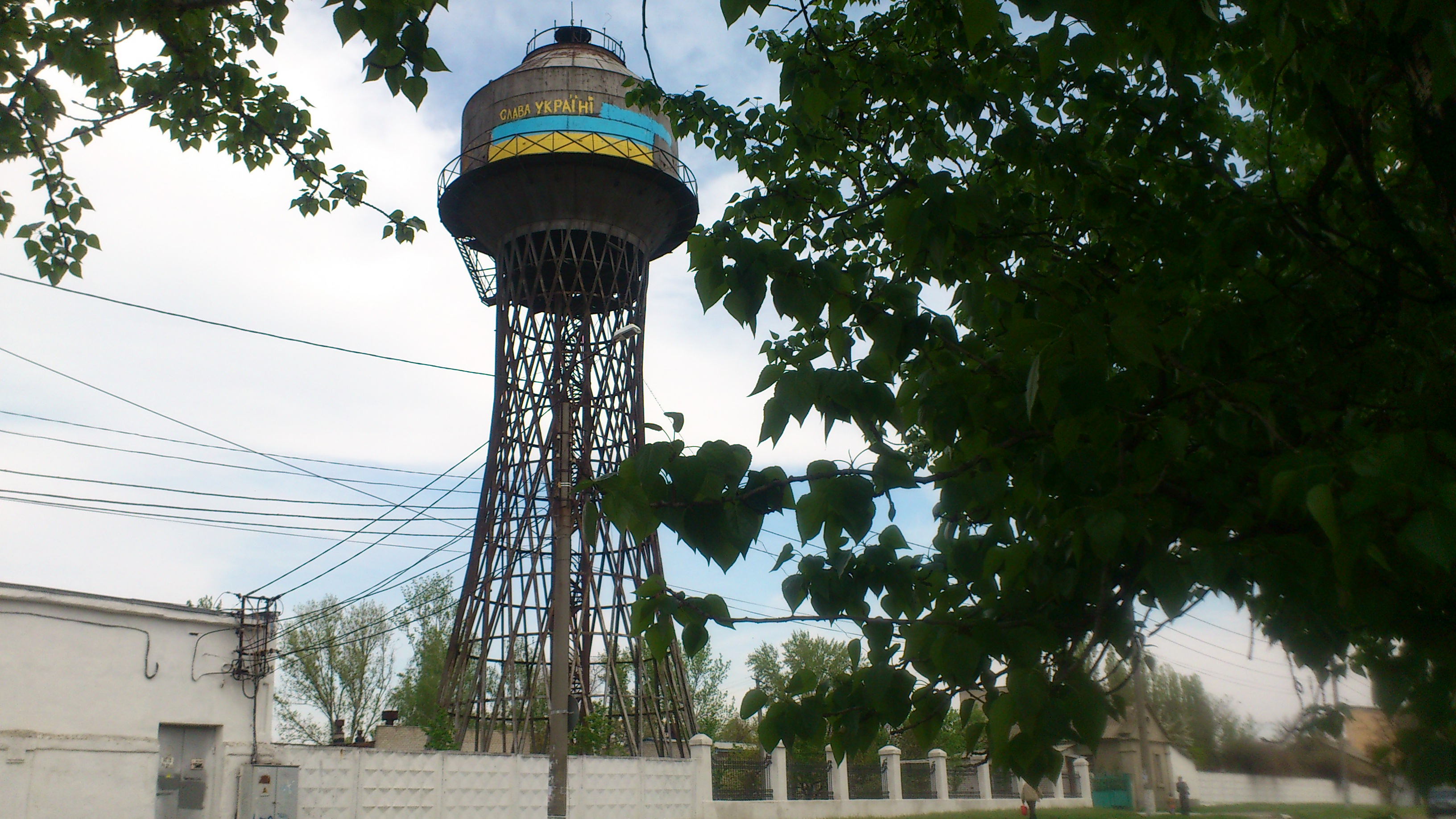
尼古拉耶夫一座寫有「榮光歸烏克蘭」口號的電塔（攝於2014年）

2014年的烏克蘭親歐盟示威運動中，「榮光歸烏克蘭」的口號又被廣為使用，當年9月烏克蘭總統彼得·波洛申科在美國華府對美國國會演講時便以此口號作結。2018年8月9日，烏克蘭總統彼得·波洛申科宣布將「榮光歸烏克蘭」作為烏克蘭武裝部隊的正式招呼語，並獲國會通過，以取代原本的「同志们好」（Вітаю товариші），在當年独立日阅兵中使用。隨後國會也通過將「榮光歸烏克蘭」作為烏克蘭國家警察的正式招呼語。

#### 2022年俄罗斯入侵乌克兰

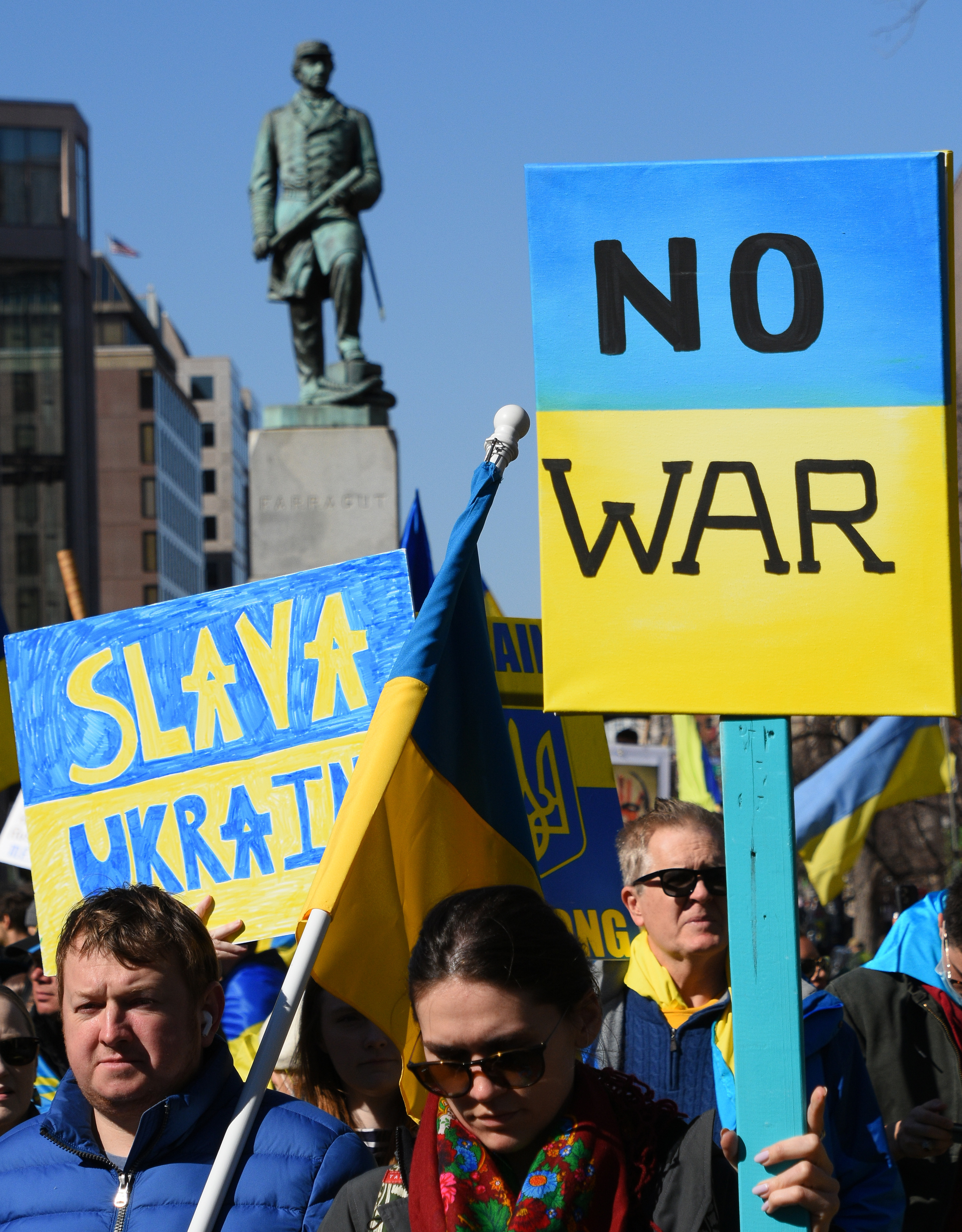
2022年2月27日，华盛顿一场反战游行中的“荣耀归于乌克兰”标语牌。

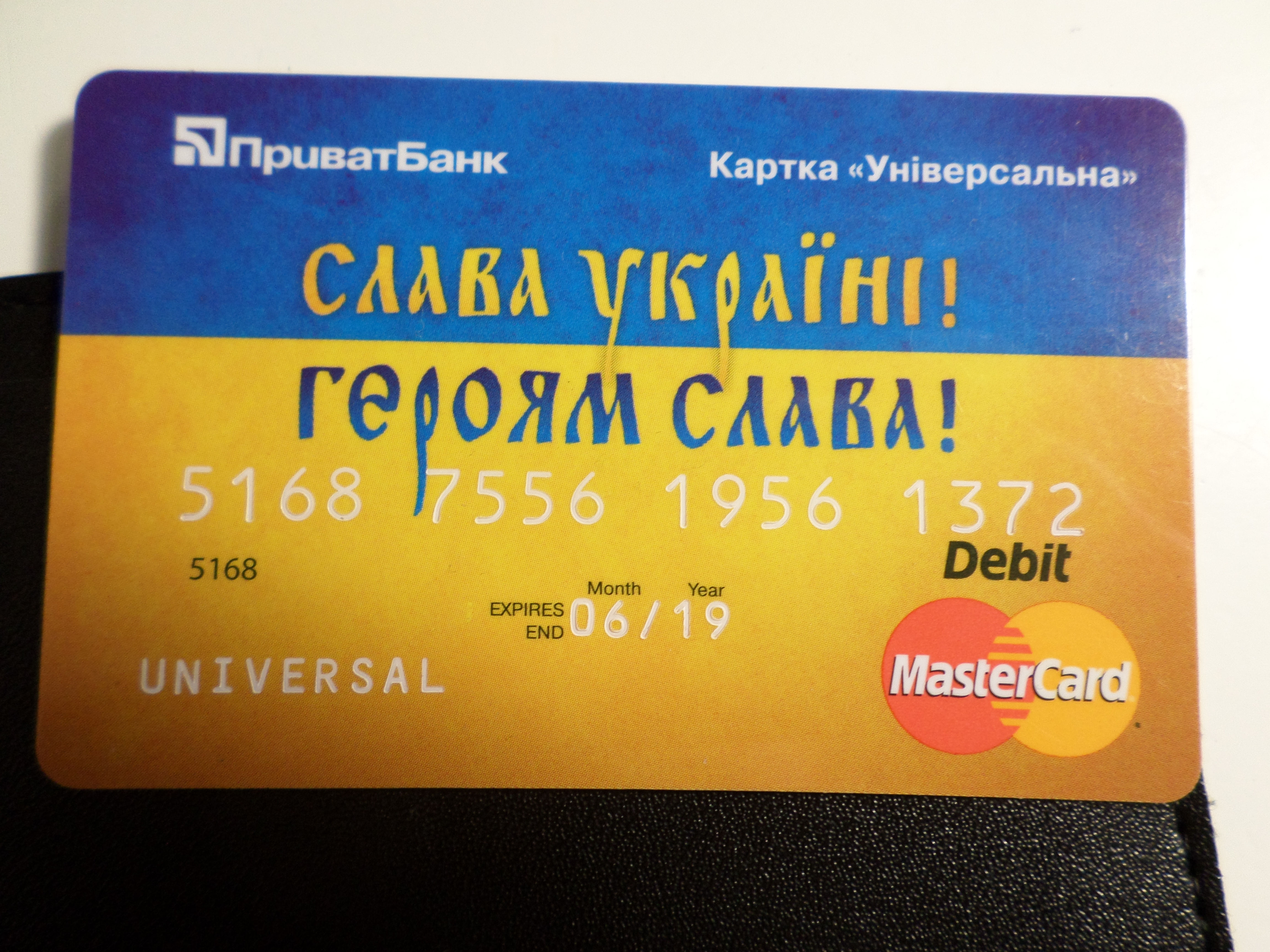
烏克蘭銀行PrivatBank發行的借記卡，卡面寫有「榮光歸烏克蘭！榮光歸英雄！」的口號

2022年俄羅斯入侵烏克蘭期间，“榮光歸烏克蘭”口号在全球各地的抗议活动中随处可见，用来表示支持乌克兰。口号伴随着对俄罗斯使馆和各国政府的各种要求，包括将俄罗斯逐出SWIFT，封锁乌克兰领空等。乌克兰总统泽连斯基在多次演讲中使用该口号。此外，欧盟委员会主席乌尔苏拉·冯德莱恩、英国首相鲍里斯·约翰逊、新西兰首相傑辛達·阿德恩等外国领导人也在演讲中使用该口号；英国常驻联合国代表吴百纳对联合国讲话时也使用该口号。泰晤士报等媒体和评论员也乐于使用这一口号。挪威國防軍官方作曲家马库斯·鲍斯创作了一首题为榮光歸烏克蘭的“抵抗之歌”，于2022年2月27日发布，两天后由奧斯陸愛樂樂團中提琴手Povilas Syrrist-Gelgota录制发行。
2023年2月，乌克兰军人亚历山大·马齐耶夫斯基于顿涅茨克区域的扎利茲尼揚斯凱战斗后失踪，3月确认阵亡，享年41岁。他在死前被俄罗斯军队俘虏，在说出“荣光归于乌克兰”后被枪毙。

## 批评与爭議
蘇聯政府禁止使用「榮光歸烏克蘭」的口號，並長年宣傳使用此口號的海外烏克蘭人為「資產階級烏克蘭民族主義者」、「班傑拉的同黨」與「納粹同路人」等。現代俄羅斯聯邦（尤其是在俄烏戰爭期間）也將此視為法西斯口號。
2018年7月，克羅埃西亞足球隊的助理教練在世界杯球賽贏球後講出了「榮光歸烏克蘭」的口號，俄方指控此口號有極端民族主義意涵，該名教練因此被國際足球總會（FIFA）罰款處份，隨後大量烏克蘭網民湧入FIFA的Facebook專頁，留下了超過15萬8000則留言，內容大多為「榮光歸烏克蘭」。烏克蘭足球總會表示此口號在烏克蘭僅是一般招呼用語，不該被解讀為帶有侵略或挑釁性質；同年9月，烏克蘭足球隊在歐洲足協國家聯賽對捷克的比賽中穿上寫有此口號的球衣，再次引發爭議。
除了乌克兰以外，口號在前蘇聯與其他歐洲國家均有變體，2019年至2020年香港反修例运动时传唱的歌曲願榮光歸香港也是受此口号的启发。中华人民共和国当局对此举提出严正抗议，中国大陆媒体觀察者網報導指乌克兰涉嫌参与美国主导的对香港事务的干预。